# Edward Dunbar
Edward Dunbar (Banteer, 1 de septiembre de 1996) es un ciclista irlandés que desde 2023 corre para el equipo profesional australiano Team Jayco AlUla de categoría UCI WorldTeam.

## Palmarés
2015
- 2.º en el Campeonato de Irlanda en Ruta
- 2.º en el Campeonato de Irlanda Contrarreloj

2016
- 1 etapa del An Post Rás
- 2.º en el Campeonato de Irlanda Contrarreloj

2017
- Tour de Flandes sub-23[1]

2019
- 2.º en el Campeonato de Irlanda Contrarreloj
- 2.º en el Campeonato de Irlanda en Ruta

2022
- Settimana Coppi e Bartali
- Tour de Hungría
- 3.º en el Campeonato de Irlanda Contrarreloj

2024
- Campeonato de Irlanda Contrarreloj
- 2 etapas de la Vuelta a España

## Resultados en Grandes Vueltas y Campeonatos del Mundo
| Carrera              | Carrera              | 2015 | 2016 | 2017 | 2018 | 2019 | 2020 | 2021 | 2022 | 2023 | 2024 | 2025 |
| -------------------- | -------------------- | ---- | ---- | ---- | ---- | ---- | ---- | ---- | ---- | ---- | ---- | ---- |
|                      | Giro de Italia       | —    | —    | —    | —    | 22.º | —    | —    | —    | 7.º  | Ab.  | —    |
|                      | Tour de Francia      | —    | —    | —    | —    | —    | —    | —    | —    | —    | —    | Ab.  |
|                      | Vuelta a España      | —    | —    | —    | —    | —    | —    | —    | —    | Ab.  | 11.º | —    |
| Mundial en Ruta      | Mundial en Ruta      | —    | —    | —    | —    | Ab.  | —    | Ab.  | —    | —    | 67.º | —    |
| Mundial Contrarreloj | Mundial Contrarreloj | —    | —    | —    | —    | 26.º | —    | —    | —    | —    | —    | —    |

—: no participa

Ab.: abandono

## Equipos
- NFTO (2015)
- Axeon Hagens Berman (2016-2017)
- Aqua Blue Sport (01.2018-09.2018)
- Sky/INEOS[2] (09.2018-2022)
  - Team Sky (09.2018-04.2019)
  - Team INEOS (05.2019-08.2020)
  - INEOS Grenadiers (08.2020-2022)
- Team Jayco AlUla[3] (2023-)